# Eleccions legislatives turques de 2023
Les Eleccions legislatives turques de 2023 es van celebrar el 14 de maig de 2023, juntament amb les eleccions presidencials, per triar els 600 membres de la Gran Assemblea Nacional. Estaven previstes inicialment per al 18 de juny, però el govern les va avançar un mes per no coincidir amb els exàmens universitaris, el pelegrinatge del Hajj i l'inici de les vacances d'estiu. Abans de les eleccions, el llindar electoral d'un partit per entrar al parlament va ser rebaixat del 10% al 7%.

## Resultats
L'Aliança Popular va mantenir la seva majoria al parlament amb 323 diputats. L'AKP, liderat pel president en funcions, Erdoğan, va obtenir el percentatge més alt de vots amb un 36%, tot i que va patir el seu pitjor resultat des del 2002. MHP, el segon partit més important de l'Aliança Popular, va superar les expectatives i va aconseguir el 10,1% dels vots. En general, l'aliança va obtenir poc menys del 50% dels vots. L'opositora Aliança Nacional només va millorar lleugerament el seu vot del 2018, guanyant un 34% combinat i 212 diputats. L'Aliança del Treball i la Llibertat va patir un descens del seu vot, guanyant poc més del 10% i 66 escons. Cap altra aliança electoral va guanyar escons. Les eleccions van donar lloc a l'entrada de set partits al parlament, la qual cosa és un rècord en la política turca
| Partit/Aliança              | Partit/Aliança                      | Partit/Aliança                             | Vots        | %           | +/-       | Diputats  | +/- |
| --------------------------- | ----------------------------------- | ------------------------------------------ | ----------- | ----------- | --------- | --------- | --- |
|                             |                                     | Partit de la Justícia i el Desenvolupament | 19.187.170  | 35,56 / 100 | 7,00      | 268 / 600 | 27  |
|                             | Partit del Moviment Nacionalista    | 5.421.800                                  | 10,05 / 100 | 1,05        | 50 / 600  | 1         |     |
|                             | Nou Partit del Benestar             | 1.510.745                                  | 2,8 / 100   | Nou         | 5 / 600   | Nou       |     |
|                             | Partit de la Gran Unió              | 524.881                                    | 0,97 / 100  | Nou         | 0 / 600   | Nou       |     |
| Aliança Popular             | Aliança Popular                     | 26.644.596                                 | 49,38 / 100 | 4,28        | 323 / 600 | 21        |     |
|                             |                                     | Partit Republicà del Poble                 | 13.675.902  | 25,34 / 100 | 2,69      | 169 / 600 | 23  |
|                             | Partit Bo                           | 5.225.196                                  | 9,68 / 100  | 0,28        | 43 / 600  | =         |     |
| Aliança Nacional            | Aliança Nacional                    | 18.901.098                                 | 35,02 / 100 | 1,07        | 212 / 600 | 23        |     |
|                             |                                     | Partit d'Esquerra Verda                    | 4.800.607   | 8,9 / 100   | 2,80      | 61 / 600  | 6   |
|                             | Partit dels Treballadors de Turquia | 954.547                                    | 1,77 / 100  | Nou         | 4 / 600   | Nou       |     |
| Aliança Treball i Llibertat | Aliança Treball i Llibertat         | 5.755.154                                  | 10,67 / 100 | 1,03        | 65 / 600  | 2         |     |
|                             |                                     | Partit de la Victòria                      | 1.211.917   | 2,25 / 100  | Nou       | 0 / 600   | Nou |
|                             | Partit de la Justícia               | 108.713                                    | 0,2 / 100   | Nou         | 0 / 600   | Nou       |     |
| Aliança Ancestral           | Aliança Ancestral                   | 1.320.630                                  | 2,45 / 100  | Nou         | 0 / 600   | Nou       |     |
|                             | Altres partits (menys de l'1%)      | Altres partits (menys de l'1%)             | 1.343.720   | 2,5 / 100   |           | 0 / 600   |     |
| Vots Invàlids               | Vots Invàlids                       | Vots Invàlids                              | 1.393.311   | 2,52 / 100  | 0,46      |           |     |
| Total                       | Total                               | Total                                      | 55.356.081  | 100 / 100   |           | 600 / 600 |     |
| Electorat                   | Electorat                           | Electorat                                  | 64.145.504  | 87,05 / 100 | 0,83      |           |     |
| Font                        | Font                                | Font                                       | YSK         | YSK         | YSK       | YSK       | YSK |